# St. Josef (Hausen)

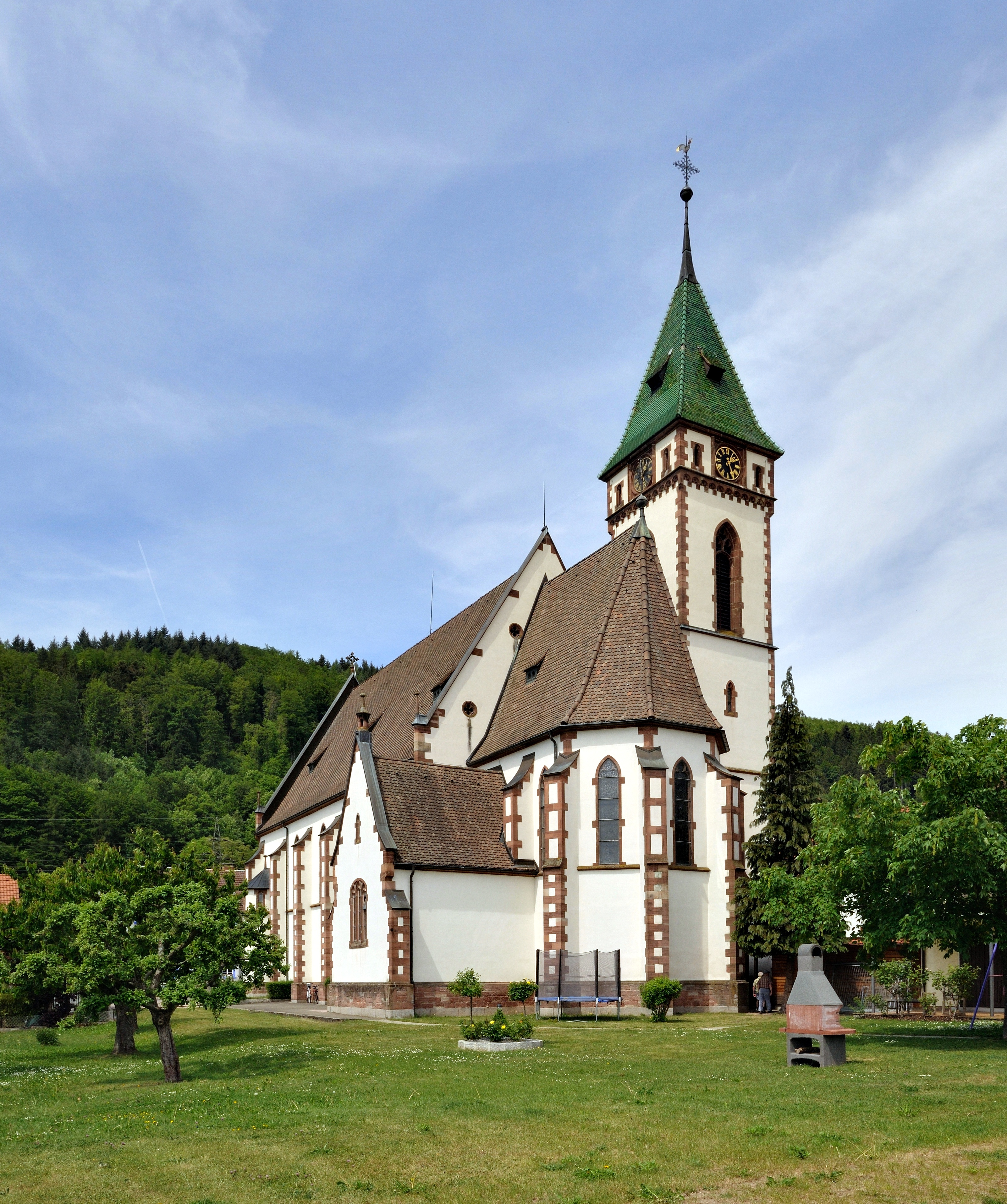
St. Josef von Südosten

St. Josef ist die katholische Pfarrkirche in der Gemeinde Hausen im Wiesental. Die neugotische Kirche wurde in den 1890er Jahren erbaut und 1967 zur Pfarrkirche. St. Josef in Hausen gehört zur Seelsorgeeinheit Mittleres Wiesental im Dekanat Wiesental der Erzdiözese Freiburg.

## Geschichte
Die Grundsteinlegung der vom Architekten Max Meckel entworfenen Kirche in Hausen erfolgte 1892. Nach dreijähriger Bauzeit unter Leitung des Architekten J. Siegle wurde die Kirche am 29. Juni 1895 von Weihbischof Justus Knecht geweiht. Das von seiner Errichtung als Filialkirche von Zell im Wiesental genutzte Gotteshaus wurde 1967 in den Stand einer Pfarrkirche erhoben.

## Beschreibung

### Lage und Kirchenbau

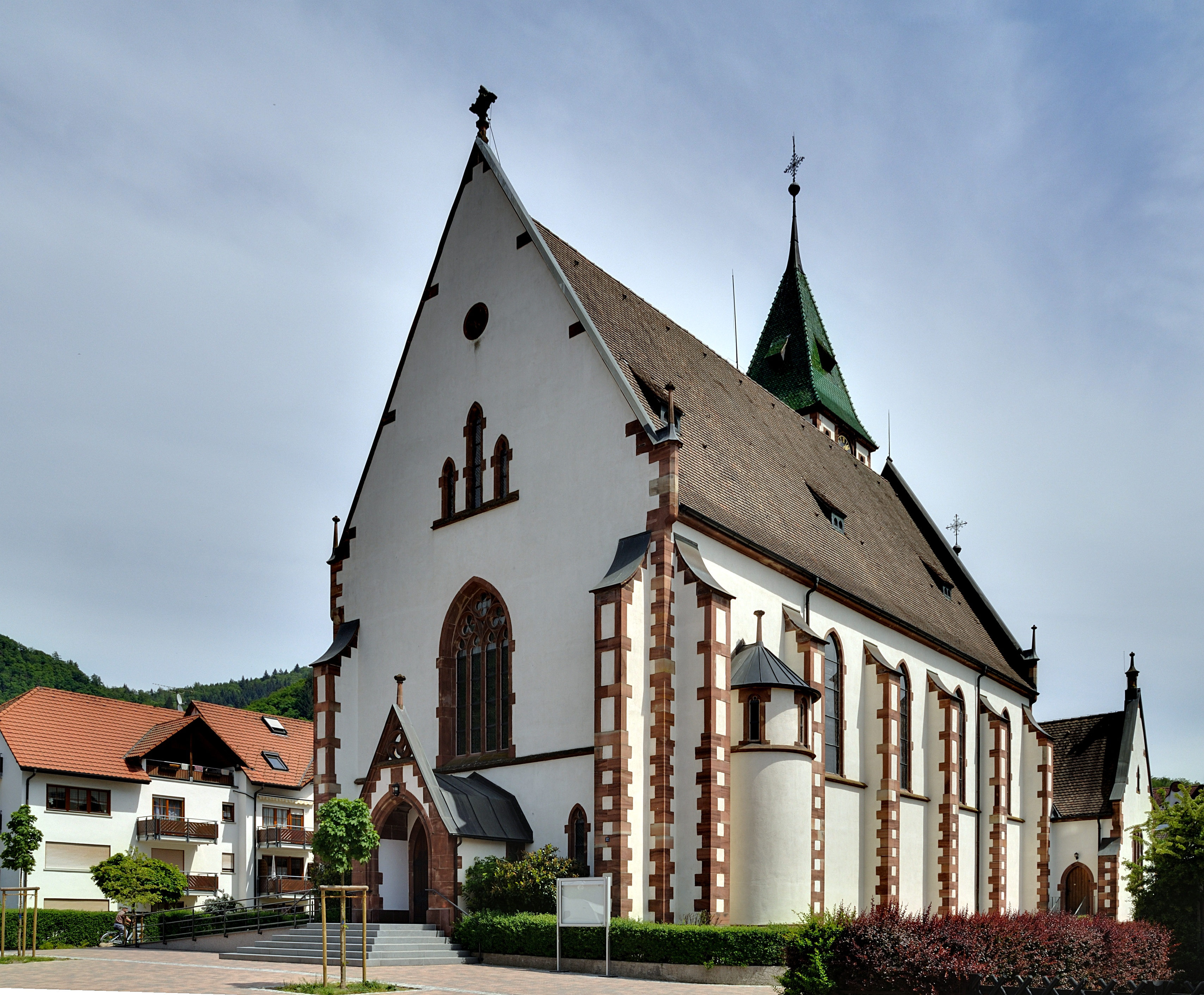
St. Josef von Südwesten

Etwas nördlich des Dorfkerns von Hausen befindet sich die von freier Fläche umgebende St.-Josefs-Kirche. Sie nimmt aufgrund ihrer Lage, Höhe und auffälligen Architektur eine beherrschende Stellung im Ortsbild ein.
Die weiß verputzte Kirche mit Ecksteinen aus rotem Sandstein besteht aus einem rechteckigen Langhaus mit steilem Satteldach. Etwas schmaler und niedriger schließt sich im Osten der polygonale Chor mit abgewalmtem Dach an. Das spitzbogige Hauptportal befindet sich in der Westfassade; ein kleiner Seiteneingang in der Nordseite. Aus Chor und Langhaus ragen quaderbetone Strebepfeiler aus der Wand, die im Falle des Langhauses nur dekorativen Charakter haben. Westlich am Chor fügt sich ein kleiner, ebenfalls mit einem Satteldach bedeckter, rechteckiger Raum an, der als Sakristei genutzt wird. An der Südwestecke steht zur Zierde ein kleiner Treppenturm.
Nördlich am Chor erhebt sich ein viereinhalbgeschossiger Glockenturm mit einem vierseitigen, im unteren Drittel leicht eingeknickten Pyramidendach, das mit grün lasierten Ziegeln bedeckt ist. Turmkugel und Wetterhahn bekrönen den Turm. Die Eckquaderung am Turmschaft sowie die spitzbogigen Klangarkaden lassen den Glockenturm wehrhaft erscheinen und die ganze Kirche erinnert damit an eine Burg oder ein kleines Schlösschen. Im oberen Geschoss befindet sich zu jeder Seite ein Zifferblatt der Turmuhr.

### Inneres und Ausstattung

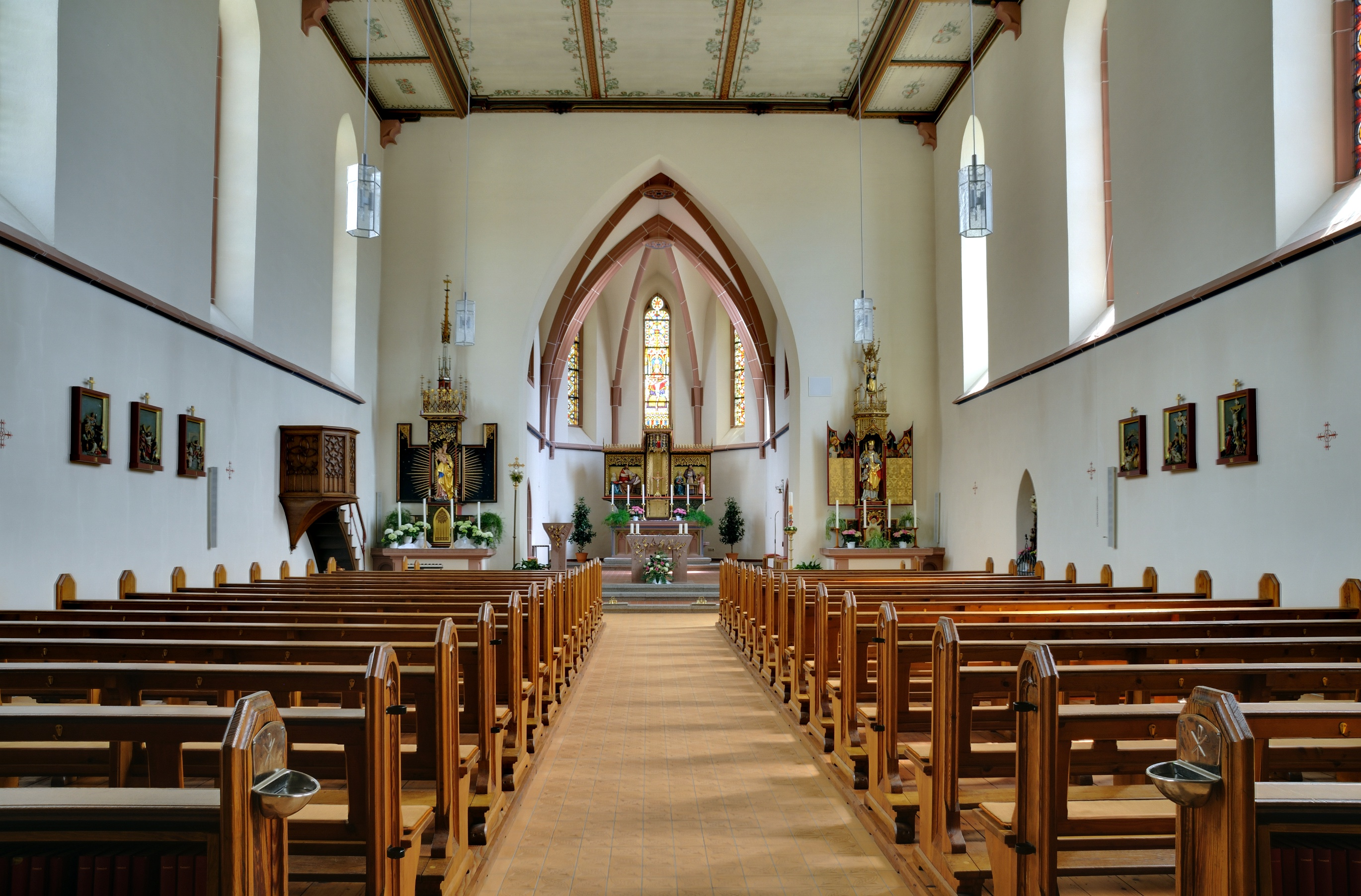
Innenraum in Blickrichtung zum Chor

Die hohe Kassettendecke des fünfjochigen Inneren ist flach eingezogen und mit Holzbalken und rankenden Ornamenten verziert. Chor und Langhaus sind durch einen Triumphbogen getrennt. Im Chor steht der Hochaltar mit Tabernakel, dessen Reliefbilder Szenen der Heiligen Familie und den Tod des heiligen Josef darstellen. Vor ihm steht der von Wagner im Jahr 1970 gestaltete Zelebrationsaltar und Ambo.
Links vom Chor im Langhaus ist ein der Altar der heiligen Maria geweiht. Sie ist mit Jesus in der Hand und einem Fuß auf der Mondsichel dargestellt, das Jesuskind hat einen Distelfink auf der Hand. Der Altar auf der rechten Seite zeigt den heiligen Bonifatius. Beide neugotischen Flügelaltäre wie auch der Hauptaltar wurden 1897 in der Sigmaringer Kunstwerkstätte Marmon gearbeitet. Unterhalb der Triumphbogenspitze befindet sich ein freihängendes Kruzifix.
An den Längsseiten hängen 14 farbige Reliefbilder des Kreuzweges, die in Zweier- und Dreiergruppen zusammengestellt sind. Sie wurden 1909 in einer französischen Werkstatt gefertigt. An der Nordseite unweit des Marienaltars steht eine Kanzel ohne Schalldeckel, die aus Holz gearbeitet, mit leichten Schnitzereien verziert ist. Über dem Haupteingang steht eine von vier Säulen getragenen Empore, die an ihrer Nordseite die Orgel trägt. Unterhalb der Orgelempore an der Nord- und Südwand gelangt man durch spitzbogige Portale in den Treppenturm und nach außen.

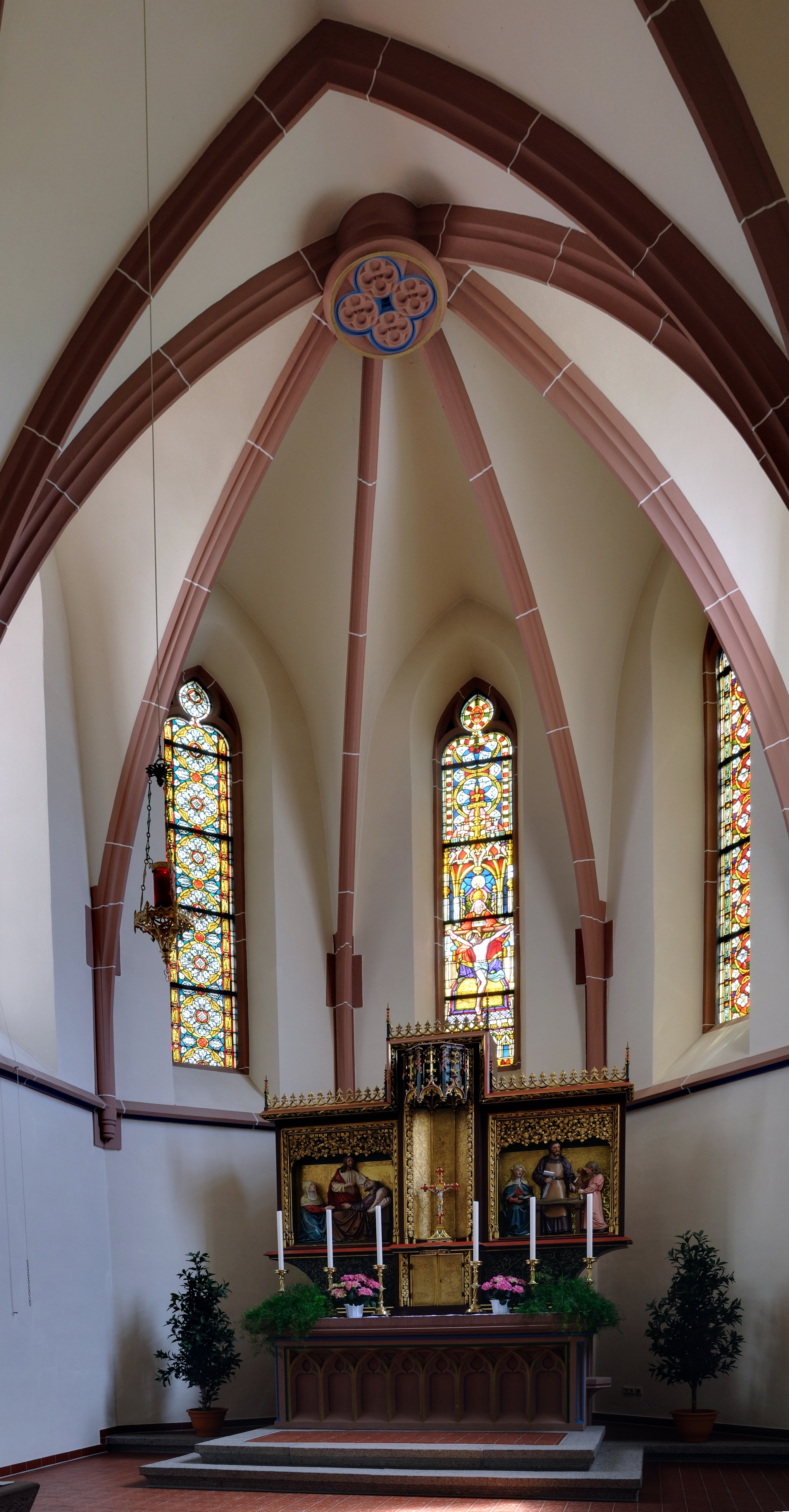
Hochaltar und Deckengewölbe im Chor
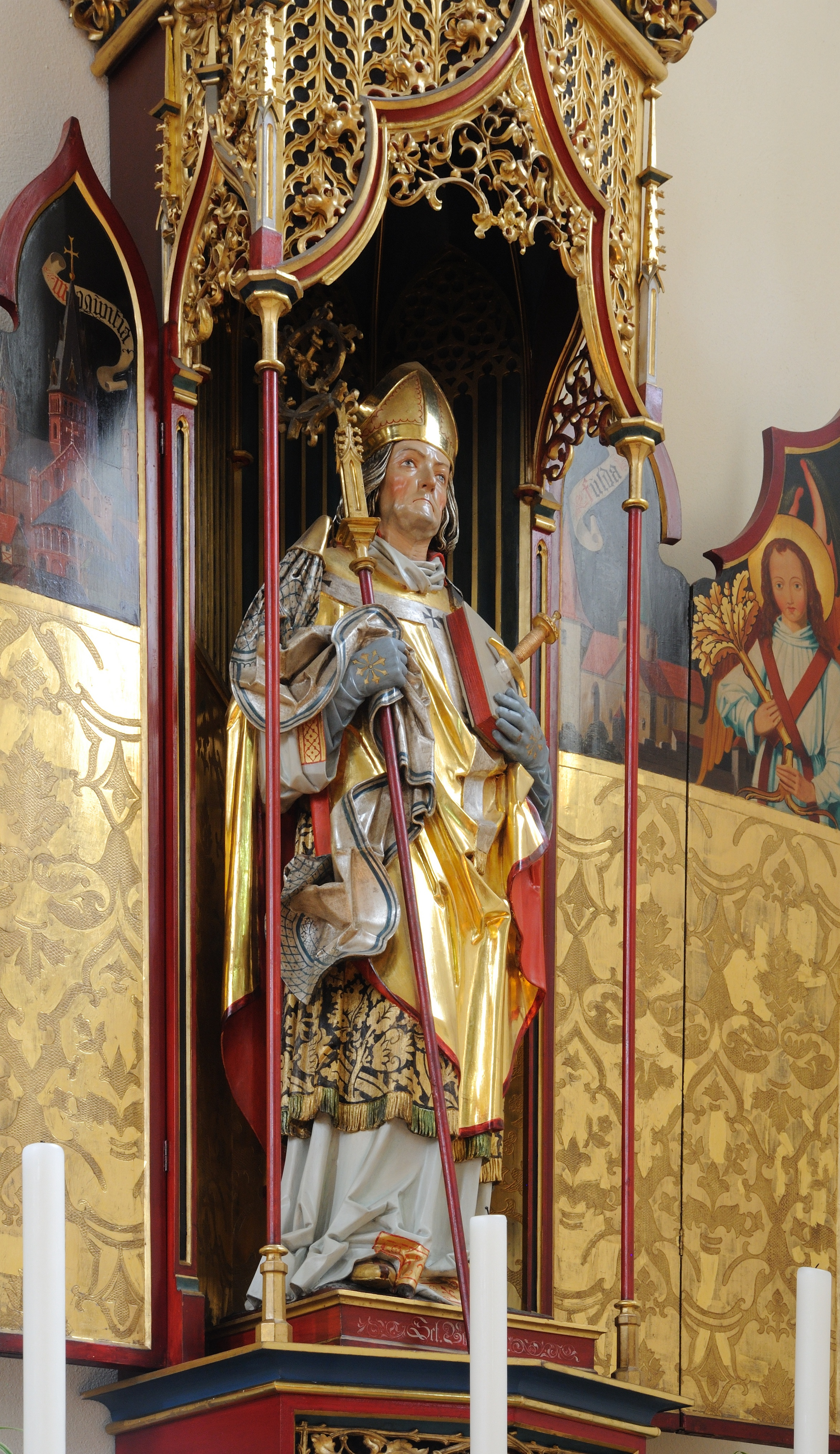
Seitenaltar (St. Bonifatius)
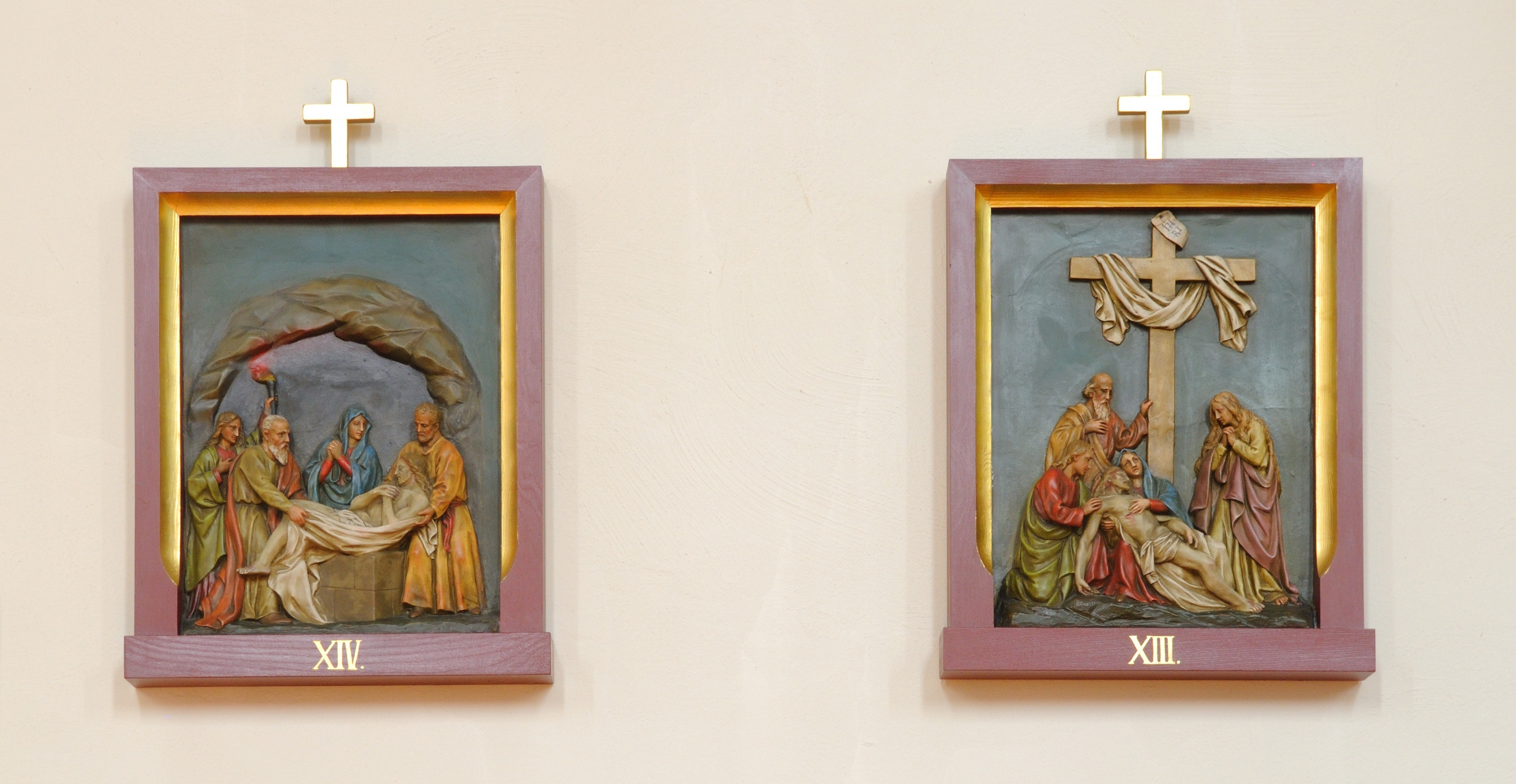
Die letzten beiden Kreuzwegstationen
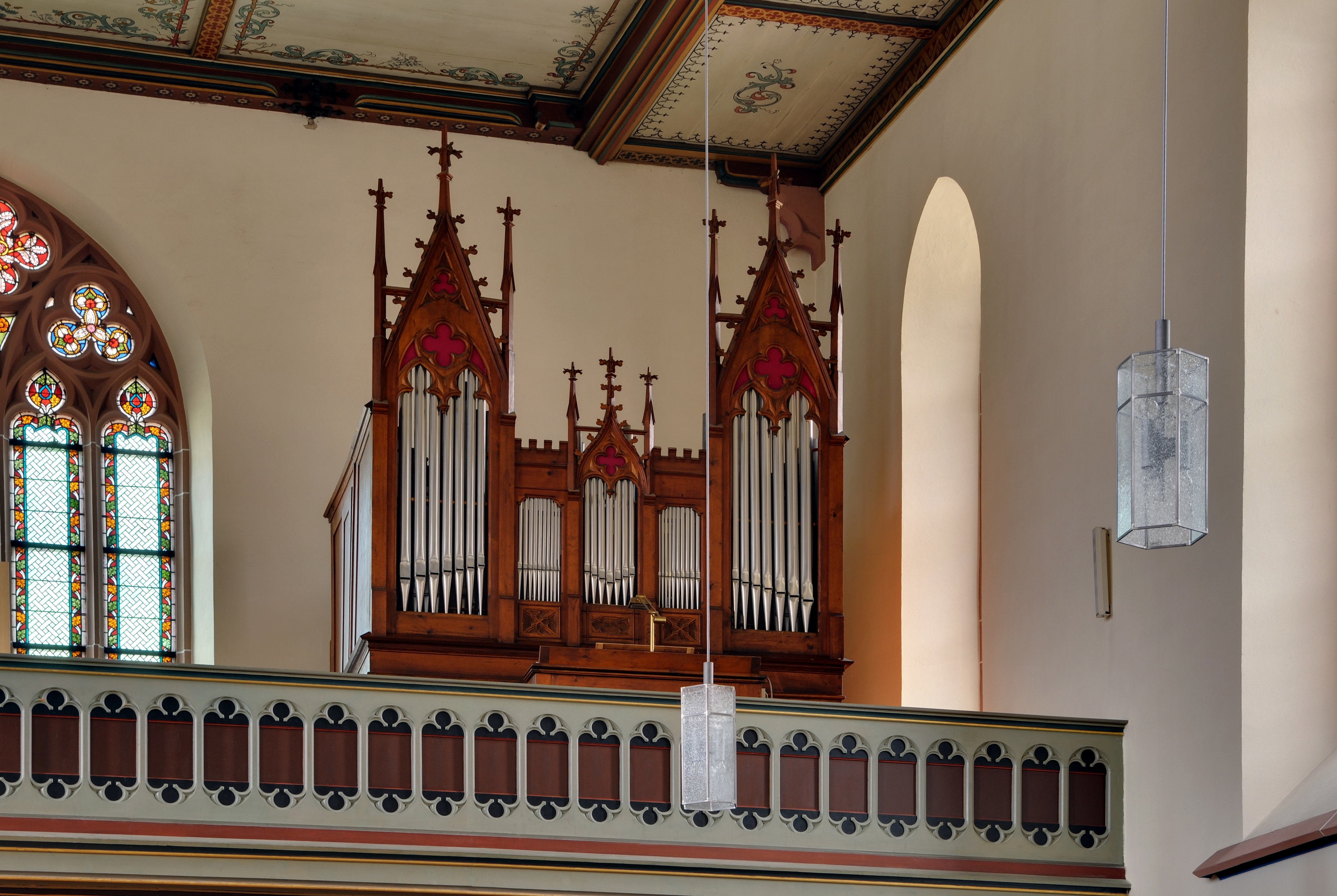
Orgel

### Glocken und Orgel

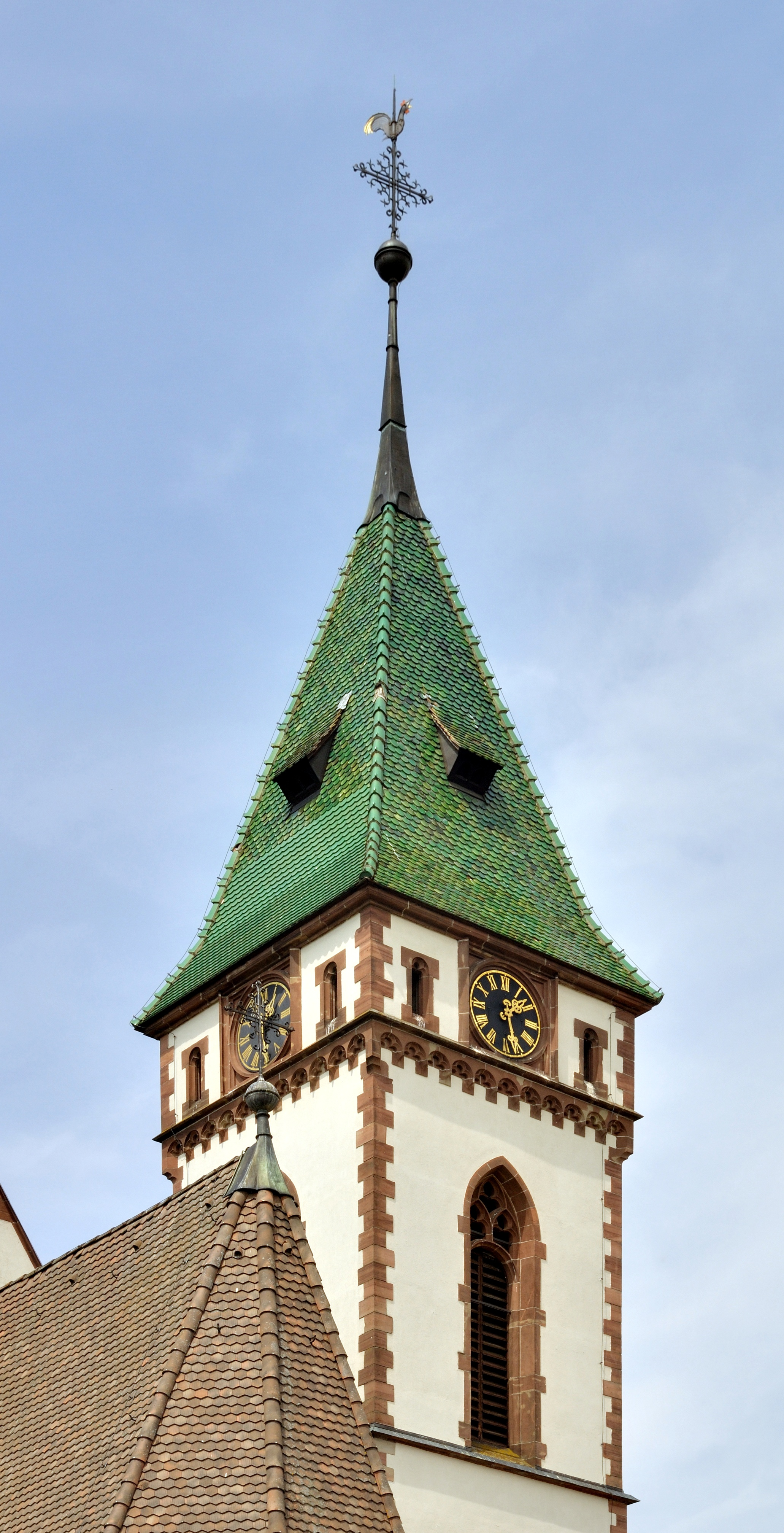
Glockenturm

Das vierstimmige Glockengeläut aus Bronze wurde 1954 von Friedrich Wilhelm Schilling aus Heidelberg gegossen und setzt sich wie folgt zusammen:
| Name                       | Gewicht | Schlagton |
| -------------------------- | ------- | --------- |
| Hl. Josef                  | 761 kg  | gis′+1    |
| Muttergottes               | 431 kg  | h′+3      |
| Hl. Michael und Bonifatius | 298 kg  | cis″+1    |
| Hl. Petrus und Johannes    | 168 kg  | e″+3      |

Die Orgel von 1902 wurde von Xaver Mönch erbaut, verfügt über eine Kegellade, eine mechanische Spiel- und Registertraktur sowie zwölf Register auf zwei Manualen und Pedal.